# 慕容删
慕容删（或稱慕容耐，？—285年12月），慕容部鮮卑酋長慕容涉歸之弟。
西晉太康四年（西元283年）十二月，趁其兄長（即慕容部鮮卑酋長）慕容涉歸逝世之際，成功奪取政權，並企圖追殺其兄長遺子慕容廆未果。晉太康五年（西元285年）十二月，遭其屬下誅殺。
| 前任： 慕容涉歸 | 慕容部鮮卑酋長 283年—285年 | 繼任： 慕容廆 |